# Ludwig Parise

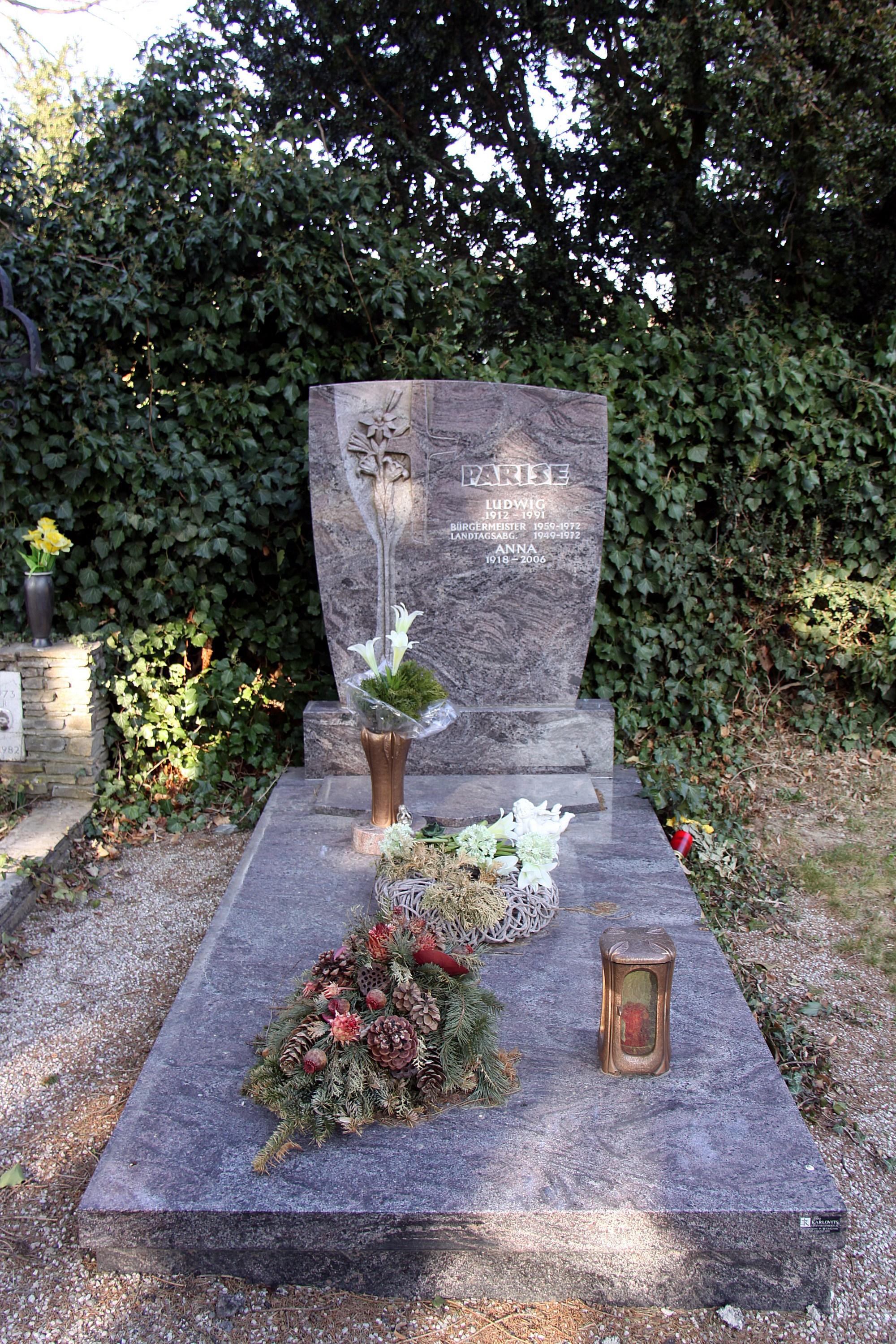
Ehrengrab von Ludwig Parise in Pöttsching

Ludwig Parise (* 13. August 1912 in Pöttsching; † 19. April 1991 ebenda) war ein österreichischer Politiker (SPÖ) und Eisenbahnbediensteter. Parise war verheiratet und von 1949 bis 1972 Abgeordneter zum Burgenländischen Landtag.
Parise wurde als Sohn des Kleinbauerns Franz Parise aus Pöttsching geboren und besuchte die Volksschule in Pöttsching. Danach war er als Landarbeiter tätig. Er wurde Mitglied der Sozialistischen Jugend und der „Revolutionären Sozialisten“. 1936 wurde er in politische Haft genommen, 1939 trat er in den Bahndienst ein. Er legte die Fachprüfungen für den höheren Dienst ab und war von 1941 bis 1944 als Fahrdienstleiter beschäftigt. Anschließend wurde er von der Wehrmacht eingezogen und war letztlich bis Juni 1945 in amerikanischer Kriegsgefangenschaft. Nach dem Ende seiner Gefangenschaft war Parise wieder als Assistent bei den Österreichischen Bundesbahnen beschäftigt. 
Parise war zwischen 1945 und 1947 Landesobmann der Sozialistischen Jugend im Burgenland und von 1948 bis 1950 Landesparteisekretär. Zwischen 1950 und 1960 wirkte er als Bezirkssekretär der SPÖ-Mattersburg und war von 1957 bis 1983 Obmann der Siedlungsgenossenschaft Pöttsching. Parise war auch gemeindepolitisch aktiv und hatte zwischen 1959 und 1972 das Amt des Bürgermeisters von Pöttsching inne. Parise vertrat die SPÖ zwischen dem 4. November 1949 und dem 3. November 1972 im Burgenländischen Landtag.